# Herbert Baxter Adams

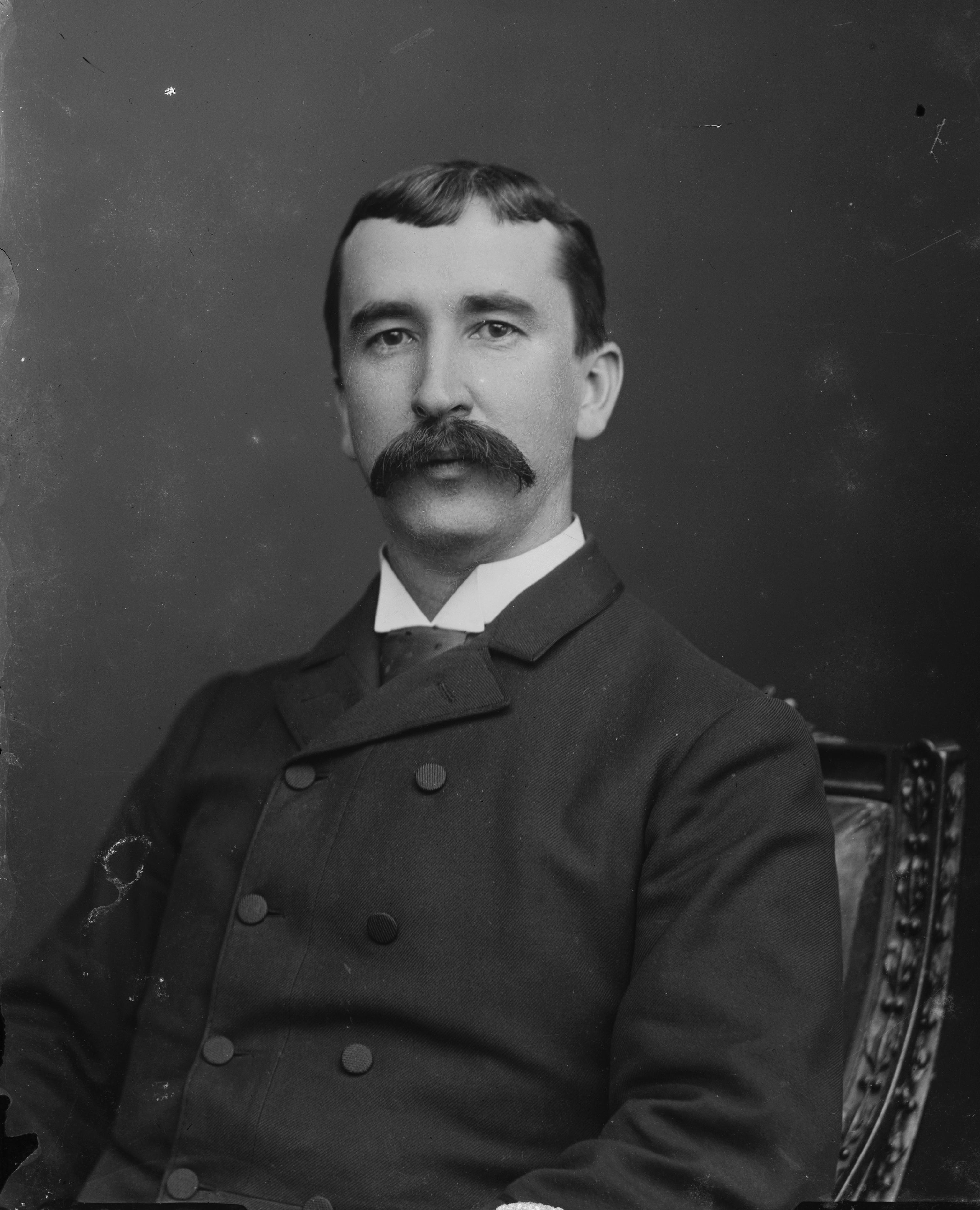
Herbert Baxter Adams (um 1875)

Herbert Baxter Adams (* 16. April 1850 in Shutesbury, Massachusetts; † 30. Juli 1901 in Amherst, Massachusetts) war ein US-amerikanischer Historiker und Hochschullehrer. Er gilt als Begründer der Scientific School der amerikanischen Historiker, wobei er Methoden der deutschen Geschichtswissenschaft auf die USA übertrug und schulbildend wirkte.

## Leben
Nach dem Besuch der Phillips Exeter Academy studierte er ab 1868 am Amherst College und schloss dieses Studium 1872 ab. Danach setzte er seine Studien von Philosophie, Geschichte und Politik in Deutschland an der Ruprecht-Karls-Universität Heidelberg fort und erwarb dort 1876 einen Philosophiae Doctor (Ph.D.) summa cum laude. In Heidelberg besuchte er das Seminar für vergleichende Verfassungsgeschichte von Johann Bluntschli.
Nach seiner Rückkehr in die Vereinigten Staaten wurde er 1876 Dozent und 1883 Professor für Geschichte, Politik und Wirtschaft an der Johns Hopkins University an und übte diese Lehrtätigkeit bis zu seinem Tod 1901 aus. Nach der Gründung der American Historical Association 1884 wurde er außerdem deren Sekretär und behielt diese Funktion bis zum Jahr 1900.
Neben seiner akademischen Tätigkeit war er auch Autor einiger historischer Fachbücher.
Nach ihm ist der Herbert Baxter Adams Prize der American Historical Association benannt, der seit 1905 jährlich an Autoren von neuen Büchern zur Geschichte Europas vergeben wird.
Er war seit 1872 mit Marian Hooper verheiratet, die 1885 Suizid beging.

## Schriften
- Germanic Origin of New England Towns. In: Johns Hopkins University Studies in History and Political Science, Band 1, Nr. 2, 1883
- Maryland’s Influence in Founding a National Commonwealth (1877)
- Life and Writings of Jared Sparks (1893)
- mit Henry Wood: Columbus and his discovery of America, Johns Hopkins Press 1892, New York 1971
- Herausgeber mit Richard Waterman Monographs on American Social Economics, Boston, ab 1900
- Methods of teaching history, Boston 1883
- Methods of historical study, 1884
- Notes on the literature of charities, Baltimore 1887
- Study and teaching of history, 1898
- The teaching of history, Annual Report American Historical Association for the Year 1896, Washington 1897, S. 243–263
- Historical scholarship in the United States, 1876-1901, Johns Hopkins Press 1938
- The Study of history in American colleges and universities, Washington 1887
- Jared Sparks and Alexis de Tocqueville, Johns Hopkins Press 1898
- Is history past politics? Baltimore 1895
- Norman constables in America, 1883
- Saxon-tithing men in America, 1883
- Public educational work in Baltimore, Johns Hopkins Press 1899
- Thomas Jefferson and the University of Virginia, 1888
- Work among working women in Baltimore. A social study, Baltimore 1889
- Bücher von Herbert Baxter Adams digitalisiert im Internet Archive